# Once (comédie musicale)
Pour les articles homonymes, voir Once.
Once est une comédie musicale dont le livret a été écrit par Enda Walsh d'après le film homonyme sorti en 2006. La plupart des chansons ont été écrites par Glen Hansard et Markéta Irglová. La comédie musicale fut créée au New York Theatre Workshop en 2011, puis transféré à Broadway en 2012. La production a reçu onze nominations aux Tony Award 2012 et a remporté huit de ces récompenses dont celui de la meilleure comédie musicale, du meilleur acteur et du meilleur livret. La comédie musicale a aussi remporté le Drama Desk Award 2012 dans la catégorie Outstanding Musical.

## Synopsis
ONCE raconte l'histoire enchanteresse d'un musicien de rue de Dublin qui est sur le point d'abandonner son rêve lorsqu'une belle jeune femme s'intéresse soudain à ses chansons d'amour obsédantes. Alors que la chimie entre eux grandit, sa musique atteint de nouveaux sommets puissants ... mais leur connexion improbable se révèle plus profonde et plus complexe que votre romance quotidienne.

## Productions

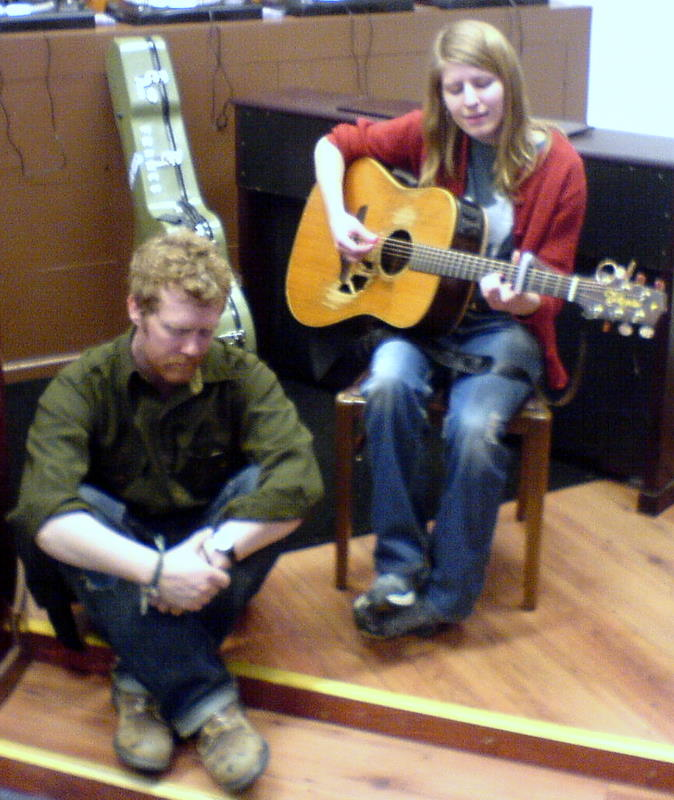
Glen Hansard et Markéta Irglová, les auteurs principaux des chansons du spectacle, en répétition en avril 2006.

La production originale a été jouée au New York Theatre Workshop avec une générale présentée le 15 novembre 2011 et un début des représentations le 6 décembre 2011. La comédie musicale a été jouée dans ce théâtre jusqu'au 15 janvier 2012. Mis en scène par John Tiffany avec une chorégraphie de Steven Hoggett, la distribution comprenait Steve Kazee dans le rôle du Gars et Cristin Milioti dans celui de la Fille. Ils étaient accompagnés d'une douzaine de comédiens musiciens puisqu'une des particularités du spectacle est que les acteurs forment eux-mêmes l'orchestre du spectacle. Parmi ces autres acteurs, Elizabeth A. Davis (Réza), David Abeles (Eamon), Will Connolly (Andrej), David Patrick Kelly (Da), Anne L. Nathan (Baruška), Lucas Papaelias (Švec), Ripley Sobo/Mckayla Twiggs (en alternance pour le rôle d'Ivanka), Andy Taylor (Banquier), Erikka Walsh (ex-petite amie), Paul Whitty (Billy), J. Michael Zygo (Emcee), Andrea Goss-Girl (doublure de Reza et de l'ex-petite amie).
Cette production a été nommée aux Lucille Lortel Awards dans les catégories Meilleure comédie musicale (remporté), Outstanding Director, Outstanding Choreographer (remporté), Outstanding Scenic Design (Bob Crowley), Outstanding Lighting Design (Natasha Katz) (remporté), Outstanding Sound Design (Clive Goodwin) et Outstanding Lead Actress. Elle remporta également les New York Drama Critics' Circle Award en tant que meilleure comédie musicale.
Le spectacle fut ensuite transféré sur Broadway au Bernard B. Jacobs Theatre à partir du 28 février 2012, avec une générale présentée le 18 mars 2012, à nouveau avec la mise en scène de John Tiffany et les chorégraphies de Steven Hoggett. Cette production a reçu onze nominations aux Tony Award, et en remporta huit, dont celui du Best Musical. La production a également remporté le Drama League Award, dans la catégorie "comédie musicale 2011-12".
Après un engagement limité au Gaiety Theatre de Dublin du 22 février au 9 mars 2013, avec Declan Bennett (Guy) et Zrinka Cvitešić (Girl), le spectacle a fait ses débuts dans le West End, à Londres. Il a été joué au Phoenix Theatre avec des avant-premières dès le 16 mars, suivi d'une soirée d'ouverture le 9 avril 2013. Le spectacle a été prolongé jusqu'au 4 juillet 2015. Declan Bennett et Zrinka Cvitešić ont repris leur rôle. Arthur Darvill a remplacé Bennett le 17 mars 2014 jusqu'au 10 mai 2014. Cvitešić a également quitté le spectacle ce 10 mai. David Hunter et Jill Winternitz ont ensuite joué respectivement Guy et Girl. Ronan Keating a repris le rôle principal du 17 novembre 2014 au 21 mars 2015, lorsque la production s'est clôturée.

## Numéros musicaux
Sauf indication, toutes les chansons ont été écrites par Glen Hansard et Markéta Irglová à l'origine pour le film homonyme.
| Acte 1 - Leave – le Gars - Falling Slowly – le Gars et la Fille - The North Strand – L'ensemble - The Moon – Andrej (L'ensemble) - Ej, Pada, Pada, Rosicka – L'ensemble - If You Want Me – le Gars, la Fille et l'ensemble - Broken Hearted Hoover Fixer Sucker Guy – le Gars - Say It to Me Now – le Gars - Abandoned in Bandon – Le banquier (composé par Martin Lowe, Andy Taylor et Enda Walsh) - Gold – le Gars et l'ensemble (composé par Fergus O'Farrell) | Acte 2 - Sleeping – le Gars - When Your Mind's Made Up – le Gars, la Fille et l'ensemble - The Hill – La Fille - Gold (A Cappella) – La troupe - It Cannot Be About That - L'ensemble - The Moon – La troupe - Falling Slowly (Reprise) – le Gars, la fille et l'ensemble |

## Casting
| Personnage       | Casting de Broadway (2012-2015)                 | Casting de West End (2013–2015)                                       | Casting de Melbourne (2014–2015) | Casting de Dublin (2013–2015)                         | Casting de Séoul (2014–2015) | Casting de la tournée anglaise (2019–2020)            | Casting de Budapest (2019–2020)         |
| ---------------- | ----------------------------------------------- | --------------------------------------------------------------------- | -------------------------------- | ----------------------------------------------------- | ---------------------------- | ----------------------------------------------------- | --------------------------------------- |
| Le gars          | Steve Kazee Arthur Darvill Paul Alexander Nolan | Declan Bennett Arthur Darvill David Hunter Ronan Keating Daniel Healy | Tom Parsons                      | Tom Parsons                                           | Tom Parsons                  | Daniel Healy                                          | Attila Dolhai Csaba Zöld                |
| La fille         | Cristin Milioti Laura Dreyfuss Joanna Christie  | Zrinka Cvitešić                                                       | Madeleine Jones                  | Megan Riordan                                         | Megan Riordan                | Emma Lucia                                            | Petra Gubik Boglarka Simon Kátya Tompos |
| Réza             | Elizabeth A. Davis Katrina Lenk Claire Wellin   | Flora Spencer-Longhurst                                               | Amy Lehpamer                     | Ruth Westley                                          | Ruth Westley                 | Ellen Chivers                                         | Viktoria Békéfi Bernadett Szemerédi     |
| Eamon            | David Abeles                                    | Gareth O’Connor                                                       | Gerard Carroll                   | Bob Kelly                                             | Tomas Wolstenholme           | Matthew Burns                                         | Árpád Némedi Ferenc Torma               |
| Andrej           | Will Connolly Carlos Valdes                     | Jos Slovick                                                           | Keegan Joyce                     | Dylan Reid                                            | Dylan Reid                   | James William-Pattison                                | Gergő Krausz Zoltán Mező                |
| Da               | David Patrick Kelly                             | Michael O’Connor                                                      | Greg Stone                       | Bill Murphy                                           | Bill Murphy                  | Peter Peverley                                        | Lajos Csuha István Fillár               |
| Baruska          | Anne L. Nathan                                  | Valda Aviks                                                           | Susan-Ann Walker                 | Sandra Dowd Callaghan                                 | Sandra Dowd Callaghan        | Susannah van den Berg                                 | Adrienn Fehér Mónica Sáfár              |
| Svec             | Lucas Papaelias                                 | Ryan Fletcher                                                         | Brent Hill                       | Rickie O'Neill                                        | Rickie O'Neill               | Lloyd Gorman                                          | Daniel Borsányi László Sánta            |
| Le banquier      | Andy Taylor                                     | Jez Unwin                                                             | Anton Berezin                    | Jamie Cameron                                         | Jamie Cameron                | Samuel Martin                                         | David Sandor Attila Magyar              |
| L'ex petite-amie | Erikka Walsh                                    | Miria Parvin                                                          | Jane Patterson                   | Lisa Fox                                              | Lisa Fox                     | Rosalind Ford                                         | Timea Balog Dorottya Pethő              |
| Billy            | Paul Whitty                                     | Aidan Kelly                                                           | Colin Dean                       | Phelim Drew                                           | Phelim Drew                  | Dan Bottomley                                         | Attila Barát Sándor Lőrincz             |
| Emcee            | J. Michael Zygo                                 | Gabriel Vick                                                          | Ben Brown                        | Michael Mahony                                        | Michael Mahony               | David Heywood                                         | Attila Barát Sándor Lőrincz             |
| Ivanka           | Ripley Sobo McKayla Twiggs Laurel Griggs        | Poppy-Lily Baker Mia-Jai Bryan Pacha Anna Green Nancy Ann Jeans       | -                                | Grace Cahill Ciara Coughlan Ellie Mooney Lucy O'Neill | Ashley Taylor                | Lydia Prosser Heather Warner Robyn Elwell Emma Freely | Luca Nafradi Zita Szedlacsek            |

## Récompenses et nominations

### Production originale de Broadway
| Année | Récompense                        | Catégorie                                                       | Nommé(e) | Résultat   |
| ----- | --------------------------------- | --------------------------------------------------------------- | --- | ---------- |
| 2012  | Tony Award                        | Best Musical                                                    | Best Musical | Lauréat    |
| 2012  | Tony Award                        | Best Book of a Musical                                          | Enda Walsh | Lauréat    |
| 2012  | Tony Award                        | Best Performance by a Leading Actor in a Musical                | Steve Kazee | Lauréat    |
| 2012  | Tony Award                        | Best Performance by a Leading Actress in a Musical              | Cristin Milioti | Nomination |
| 2012  | Tony Award                        | Best Performance by a Featured Actress in a Musical             | Elizabeth A. Davis | Nomination |
| 2012  | Tony Award                        | Best Direction of a Musical                                     | John Tiffany | Lauréat    |
| 2012  | Tony Award                        | Best Choreography                                               | Steven Hoggett | Nomination |
| 2012  | Tony Award                        | Best Orchestrations                                             | Martin Lowe | Lauréat    |
| 2012  | Tony Award                        | Best Scenic Design                                              | Bob Crowley | Lauréat    |
| 2012  | Tony Award                        | Best Lighting Design                                            | Natasha Katz | Lauréat    |
| 2012  | Tony Award                        | Best Sound Design                                               | Clive Goodwin | Lauréat    |
| 2012  | Drama Desk Award                  | Outstanding Musical                                             | Outstanding Musical | Lauréat    |
| 2012  | Drama Desk Award                  | Outstanding Director of a Musical                               | John Tiffany | Lauréat    |
| 2012  | Drama Desk Award                  | Outstanding Music                                               | Glen Hansard et Markéta Irglová | Nomination |
| 2012  | Drama Desk Award                  | Outstanding Lyrics                                              | Glen Hansard et Markéta Irglová | Lauréat    |
| 2012  | Drama Desk Award                  | Outstanding Sound Design                                        | Clive Goodwin | Nomination |
| 2012  | Drama Desk Award                  | Outstanding Orchestrations                                      | Martin Lowe | Lauréat    |
| 2012  | Casting Society of America Awards | Meilleur casting pour une comédie musicale à Broadway, New York | | Lauréat    |
| 2013  | Grammy Award                      | Best Musical Theater Album                                      | Steve Kazee & Cristin Milioti, principal solistes; Steven Epstein & Martin Lowe, producteurs (Glen Hansard & Marketa Irglova, composers/lyricists) | Lauréat    |

### Production originale de Londres
| Année | Récompense             | Catégorie                        | Nommé(e)                                     | Résultat   | Réf |
| ----- | ---------------------- | -------------------------------- | -------------------------------------------- | ---------- | --- |
| 2014  | Laurence Olivier Award | Best New Musical                 | Best New Musical                             | Nomination | ,   |
| 2014  | Laurence Olivier Award | Best Actress in a Musical        | Zrinka Cvitešić                              | Lauréat    | ,   |
| 2014  | Laurence Olivier Award | Best Set Design                  | Bob Crowley                                  | Nomination | ,   |
| 2014  | Laurence Olivier Award | Best Theatre Choreographer       | Steven Hoggett                               | Nomination | ,   |
| 2014  | Laurence Olivier Award | Best Sound Design                | Clive Goodwin                                | Nomination | ,   |
| 2014  | Laurence Olivier Award | Outstanding Achievement in Music | Martin Lowe, Glen Hansard et Markéta Irglová | Lauréat    | ,   |